# أربوريا
أربوريا هي بلدة في مقاطعة أوريستانو، سردينيا، إيطاليا، التي يعتمد اقتصادها إلى حد كبير على الزراعة، مع إنتاج الخضروات والأرز والفواكه.

## السكان
في سنة 1861 بلغ عدد السكان 56 نسمة، وتطور العدد ليصل في سنة 2011 لـ 4٬048 نسمة.
يظهر هذا المخطط البياني تطور النمو السكاني لـ أربوريا

## تاريخها
بنيت أربوريا من قبل الحكومة الفاشية في إيطاليا في عشرينات القرن التاسع عشر، بعد تجفيف الأهوار التي غطت المنطقة. سكن في القرية عائلات، معظمها من الفلاحين، الذين أتوا من منطقتي فينيتو وفريولي في شمال شرق إيطاليا.

## اسمها
كانت المدينة تسمى في الأصل فيلاجيو موسوليني (التي تم افتتاحها في 29 أكتوبر 1928)، من قبل الحكومة الفاشية. بعد أقل من عامين، تم تغيير الاسم إلى موسولينيا دي ساردينيا («موسولينيا سردينيا»، لتمييز المدينة عن موسولينيا دي سيسيليا، وسانتو بيترو في بلدية كالتاجيروني، مقاطعة كاتانيا).  تمَّ اعتماد الاسم الحالي بعد الحرب العالمية الثانية.

## توائمها من المدن
- مورتليانو، إيطاليا
- سرمونيتا، إيطاليا
- زيفيو، إيطاليا
- فيلوربا، إيطاليا

## أعلام
- جيوفاني يوربان
- ماتيا غاللون
- باولو داميتو

## روابط خارجية
- History of Arborea and Mussolinia (بالإيطالية)